# Protounguicularia monoseptata
Protounguicularia monoseptata är en svampart som beskrevs av R. Galán & Raitv. 1986. Protounguicularia monoseptata ingår i släktet Protounguicularia och familjen Hyaloscyphaceae.   Inga underarter finns listade i Catalogue of Life.
I den svenska databasen Dyntaxa används istället namnet Arachnopeziza monoseptata för samma taxon.  Arten har ej påträffats i Sverige.